# La Nopalera, Santa Inés de Zaragoza
La Nopalera är en ort i Mexiko.   Den ligger i kommunen Santa Inés de Zaragoza och delstaten Oaxaca, i den sydöstra delen av landet, 300 km sydost om huvudstaden Mexico City. La Nopalera ligger 2 059 meter över havet och antalet invånare är 139.
Terrängen runt La Nopalera är lite kuperad. Runt La Nopalera är det ganska glesbefolkat, med 43 invånare per kvadratkilometer. Närmaste större samhälle är San Mateo Sosola, 14,1 km norr om La Nopalera. I omgivningarna runt La Nopalera växer huvudsakligen savannskog.